# Quinter Viadukt
Der Quinter Viadukt war eine nie genutzte Eisenbahnbrücke direkt am nördlichen Moselufer bei Trier-Ehrang/Quint. Er überquerte das untere Quintbachtal in einer Länge von 600 Metern. Der Viadukt war als Bestandteil der unter strategischen Gesichtspunkten geplanten zweigleisigen rechten Moselstrecke in den Jahren 1917 bis 1922 errichtet und 1979 zugunsten des Straßenbaus abgerissen worden. Heute verläuft auf dem mit seinem Abrissmaterial aufgeschütteten Damm die ausgebaute und gegen Hochwasser erhöhte Bundesstraße 53.

## Geschichte und technische Daten
1917 waren die Pläne für den 600 Meter langen Viadukt fertiggestellt, sodass die Bauarbeiten beginnen konnten. 1919 mussten sie aber auf Anweisung der alliierten Siegermächte des Ersten Weltkrieges wieder eingestellt werden. Jedoch konnte der Bau 1921/22 doch noch vollendet werden, da statt einer militärischen Nutzung nunmehr eine Umleitungs- und Entlastungsmöglichkeit für die bestehende Moselstrecke ins Auge gefasst wurde.
Der Viadukt war ein Bau aus dunklem Naturstein der Eifel, wies 24 Rundbögen und 23 Pfeiler auf. Die für eine Nutzung erforderlichen Rampen sind allerdings nicht aufgeschüttet worden, auch ist die Bahntrasse am Ostnordostende nicht in den anstehenden Fels gebrochen worden. Das Bauwerk stand also isoliert in der Landschaft und bestimmte das Bild am Moselufer. Der vom ostnordöstlichen Ende gesehene zweite Pfeiler wies einen Durchlass für den Gleisanschluss des Sägewerkes in Issel auf, der hier auf Moseluferniveau den Viadukt spitzwinkelig nach Osten querte.
Das Baumaterial in Form von verschiedenen bearbeiteten Natursteinen lieferten die Firmen J. Schaffner aus Kordel (Kordeler Sandstein), Eifelsteinvertrieb aus Trier, und M. Schmitt aus Philippsheim. Das Merziger Bauunternehmen J. J. Jager führte den Bau aus. Die Baukosten betrugen etwa 1,6 Millionen Goldmark, beziehungsweise in der Endabrechnung 6.720.000 Papiermark in der herrschenden Inflationszeit im Deutschen Reich.
Planungen in den 1970er Jahren, den Viadukt für den Straßenverkehr zu nutzen, ließen sich nicht verwirklichen. Im Dezember 1979 begann der Abriss des das ganze Tal dominierenden Bauwerks durch Sprengung.
Die ehemalige Straße Am Viadukt (Lage) erinnerte an das Viadukt und ist heute Teil der Straße Schwarzer Weg.
- Karte mit allen Koordinaten:
- OSM |
- WikiMap